# Alcides Lins Neto
Alcides Lins Neto (Belo Horizonte, 31 de dezembro de 1947) é um matemático brasileiro.

## Biografia
Alcides Lins Neto nasceu no dia 31 de dezembro de 1947, em Belo Horizonte, mas criado no Rio de Janeiro desde os dois anos de idade. Graduou-se em 1970 no Instituto Militar de Engenharia (IME), no Rio de Janeiro, e, em seguida, fez Mestrado (1972) e Doutorado (1974) de Matemática Pura, no Instituto de Matemática Pura e Aplicada (IMPA), onde trabalha até hoje como pesquisador. Seu orientador de tese de Doutorado foi Cesar Camacho, antecessor do atual Diretor do IMPA, Marcelo Vianna. Suas pesquisas têm enfoque na especialidade de Sistemas Dinâmicos e sua principal área de atuação se dá em folheações holomórficas, folheações singulares e componentes irredutíveis.
Alcides escreveu e publicou pelo IMPA seis livros, sendo solo Funções de uma variável complexa e Componentes irredutíveis dos espaços de folheações, e, com César Camacho, Teoria geométrica das folheações, Geometric Theory of Foliations e Introdução à teoria das folheações. Foi coautor com Bruno Scardua de Folheações algébricas complexas. Tem 49 artigos publicados em periódicos de matemática, de 1974 a 2016, individuais ou escritos com outros matemáticos de peso no cenário brasileiro e no internacional. Entre eles, com Dominique Cerveau, do Instituto de Pesquisas Matemáticas da Universidade de Rennes. Todos os anos, Alcides é convidado para participar como pesquisador nessa universidade junto a Cerveau, com quem desenvolve e publica teoremas com frequência.
Além disso, Alcides Lins Neto é membro titular da Academia Brasileira de Ciências desde 18 de dezembro de 1981, e foi agraciado com a Comenda da Ordem Nacional do Mérito Científico em 2007.